# Симоненко Петро Іларіонович
Петро Іларіонович Симоне́нко (1927) — український письменник, літературний критик.

## З життєпису
Родом з міста Токмак Запорізької області.

### Твори
Писав документальні повісті, зокрема про винахідника літальних пристроїв  Григорія Чечета; літературно-крититичні статті і нариси.
- Літа орел: Документальна повість. — Дніпропетровськ: Промінь, 1967. — 146 c.
- Понад вітрами: Документальна повість. — Дніпропетровськ: Промінь, 1968. — 164 c.
- Над ветрами: Повесть о Г. Г. Чечете. — Днепропетровск: Промінь, 1979. — 208 c.